# Kalush (huyện)
Huyện Kalush (tiếng Ukraina: Калуський район, chuyển tự: Kalushs'kyi raion) là một huyện của tỉnh Ivano-Frankivsk thuộc Ukraina. Huyện Kalush có diện tích 647 kilômét vuông, dân số theo điều tra dân số ngày 5 tháng 12 năm 2001 là 62705 người với mật độ 97 người/km2. Trung tâm huyện nằm ở Kalush.